# Weles
Weles (ISSN: 1214-2948) je literární revue, které se zabývá současnou českou poezií a prózou, zároveň dává prostor i výtvarníkům.

## Historie
Historie Welesu se datuje od roku 1996, kdy oficiálně vzniká 1. číslo časopisu. Za tehdejším vydáváním časopisu stála Wendryňská literárně-estetická společnost, kterou tvořili básníci Vojtěch Kučera a Bogdan Trojak. V úvodu prvního čísla autoři uvádějí, že volně navazují na časopis bratrů Petra a Ivana Motýlů s názvem Modrý květ.
Z původně časopiseckého formátu se postupem času přešlo k sborníkové formě a měnilo se i místo vydávání. Adresa redakce Welesu se pod šéfredaktorským vedením Vojtěcha Kučery přesunula do Brna (2001). 
Po Bogdanu Trojakovi, který časopis vedl v letech 1996-1998, a Vojtěchu Kučerovi (1999-2003) zastával post šéfredaktora Miroslav Chocholatý (2004–2008) a od roku 2008 i Ondřej Slabý. Časopis byl orientován kromě poezie i na prózu, překladovou literaturu a své zastoupení mělo i výtvarno, či články a eseje v polském jazyce. Recenzní část byla v dobách Vojtěcha Kučery nazývána část zábavná a poučná a mezi nejčastější recenzenty patřili Petr Motýl, Vojtěch Kučera, či polský básník Władysław Sikora, později se ve Welesu objevují recenze Radka Fridricha (bývalý redaktor literárního časopisu Pandora), Miroslava Chocholatého (literární vědec, vysokoškolský pedagog Masarykovy univerzity) či básníka Romana Szpuka. Později přidává Petr Čermáček i oddíl telegrafických recenzí.
Do konce roku 2014 tvořili redakci Petr Čermáček, Norbert Holub, Roman Polách a Aleš Kučera. Weles vycházel v periodicitě dvou až tří čísel ročně a to v podobě obsáhlejších publikací. Od roku 2015 se šéfredaktorem opět stává Miroslav Chocholatý s redakcí ve složení Pavel Zajíc, Jan Krajčírovič, Jan Křeček, Jan Váňa, Ondřej Pechník a Jana Nedomová (grafická úprava).
Časopis se zaměřuje převážně na současnou českou a slovenskou poezii a prózu, přičemž dává důraz na publikování mladých a debutujících autorů. Od roku 2015 je součástí revue i rubrika Na pomezí, která se zabývá experimentální literaturou a intermediálními projekty středoevropských výtvarníků a spisovatelů (Jaromír Typlt, Markéta Magidová, Zuzana Husárová). V každém čísle je rovněž publikován překlad významného současného evropského autora (Gerdur Kristný, Andrzej Walter, Elena Buixaderas atd.) Výtvarný doprovod zajišťují čeští výtvarníci (Lukáš Karbus, Tomáš Polcar, Ondřej Maleček, Jan Karpíšek, Petr Veselý)

## Nakladatelská činnost
Od roku 1997 má Weles i vlastní knižní edici. V této edici vydali své knížky například básníci Robert Fajkus, Vít Slíva, Věra Rosí, Petr Španger nebo Vladimír Šrámek.    
Mezi největší nakladatelské úspěchy patřilo vydání sbírky Bubnování na sudy (2002) Víta Slívy, která byla oceněna Magnesii Literou za poezii v roce 2003, a nominace na Objev roku 2004 pro Petra Špangera a jeho sbírku Vodní mlýnky (2003). 
V roce 2013 vydavatelství překonalo hranici 40. vydané knižní publikace.

### Seznam vydaných knih
- 2019	Sesuv noci / Jan Sojka
- 2018	Matečník / Malgorzata Lebda
- 2018	Mělké jámy / Tomáš T. Kůs
- 2018	Brno ve vůni ricinu / bratři Slívové
- 2018	Hansenovic Vana / Grzegorz Wróblewski
- 2018	Žasl jsem od pily / Zdeněk Volf
- 2018	Vlnolam / Petr Čermáček
- 2017	Rosné kořeny / Marek Fencl
- 2017	M(n)ěsta / Vladimír Šrámek
- 2017	Mezera je prázdné místo / Tereza Bínová
- 2017	Malí kapesní sněhuláčci / Tomáš Lotocki
- 2016	Horizont očekávání / Jan Váňa
- 2016	Milíře / Klára Goldstein
- 2016	Ohniště / Petr Čermáček
- 2016	Pomalý běh / Norbert Holub
- 2015	Kázání na Mniší hoře: čtyři poemy / Tomáš Lotocki
- 2015	Soutoky světelných řek / bratři Slívové
- 2014	Ostří / Jiří Staněk
- 2013	Těžko říct / Zuzana Gabrišová
- 2013	Výjevy / Ondřej Hanus (Cena Jiřího Ortena 2014)
- 2012	Dlouhé nůžky noci / Věra Rosí
- 2012	Trefy do černého: Keňa a Tanzanie / Vladimír Šrámek
- 2011	Čeřeny: básně z let 2000-2011 / Tomáš Lotocki
- 2010	Bezpodmínečné horizonty / básnický almanach
- 2010	Prašivina / Robert Fajkus
- 2010	Skokem plavmo / Vladimír Šrámek
- 2010	Vrstevnice / Petr Čermáček
- 2009	Holobyt / Ondřej Slabý
- 2008	Anděl odešel / Martin Fibiger
- 2008	Koloběžka / Vít Slíva
- 2008	Řeč chce syna / Vladimír Šrámek
- 2008	Stínohrad / Ondřej Hanus
- 2008	Výběh slov / Milan Šedivý
- 2007	Čekali / Petr Hrbáč
- 2007	Po městě, jež je mi souzeno: Brněnská zákoutí v poezii
- 2006	Amazónští mravenci / Jiří Popelínský
- 2006	Směr spánku / Jan Sojka
- 2005	Bludná domů / Petr Fabian; [ilustrace Vít Ondráček]
- 2005	Pastýř trudomyslných ovcí / František Hubatka ; autoři textů Petr Čermáček ... [et al.]
- 2005	Příbytky / Tomáš T. Kůs
- 2004	Bulharsko / fotografie Ema Šimkovičová, text Vladimír Šrámek
- 2004	Dům ani ne k životu / Petr Španger
- 2004	Výhoda bezčasí: sborník autorů edice jedna báseň / [připravil a uspořádal Vojtěch Kučera]
- 2003	Cestou: básnický almanach Welesu / [editoři Miroslav Chocholatý, Vojtěch Kučera, Pavel Sobek]
- 2003	Jízdenka z Hradce na Hradec / bratři Slívové - fotografie Jiljí, sentence Libor, verše Vít
- 2003	Venkoncem / Martin David
- 2003	Vodní mlýnky / Petr Španger
- 2002	Bubnování na sudy / Vít Slíva (Magnesia Litera 2003)
- 2002	Chladna z rána / [kresby] František Hubatka ; [básně vybral a uspořádal Robert Fajkus ; průvodní text Vladimír Šrámek]
- 2002	Rumunsko mýma očima = Rumunsko mojimi očami / [text] Vladimír Šrámek, [fotografie] Jozef Fodor
- 1999	Holý bílý kmen / Věra Rosí (Cena Jiřího Ortena 2000)
- 1999	Jiné výkladní skříně / Martin David
- 1998	Du podel blesku: Leoš Janáček 1928-1998 / sborník
- 1998	Místo v prostoru: antologie mladé slovinské poezie / [ze slovinštiny] přeložili František Benhart a Martina Šaradínová
- 1998	Syn pana Kuny / Rostislav Sarvaš
- 1998	Jedenáct poct Tychonovi / Jiří Staněk
- 1998	Almanach Welesu 1997
- 1997	Bílé propasti: antologie mladé polské poezie / přeložili Bogdan Trojak
- 1997	Nářky Georga Heyma: překlady a parafráze / [překlad Ludvík Kundera ... et al.]
- 1997	Sivý křik / Robert Fajkus
- 1996	Vánoční almanach 1996